# John Charles Francis von Großbritannien und Irland

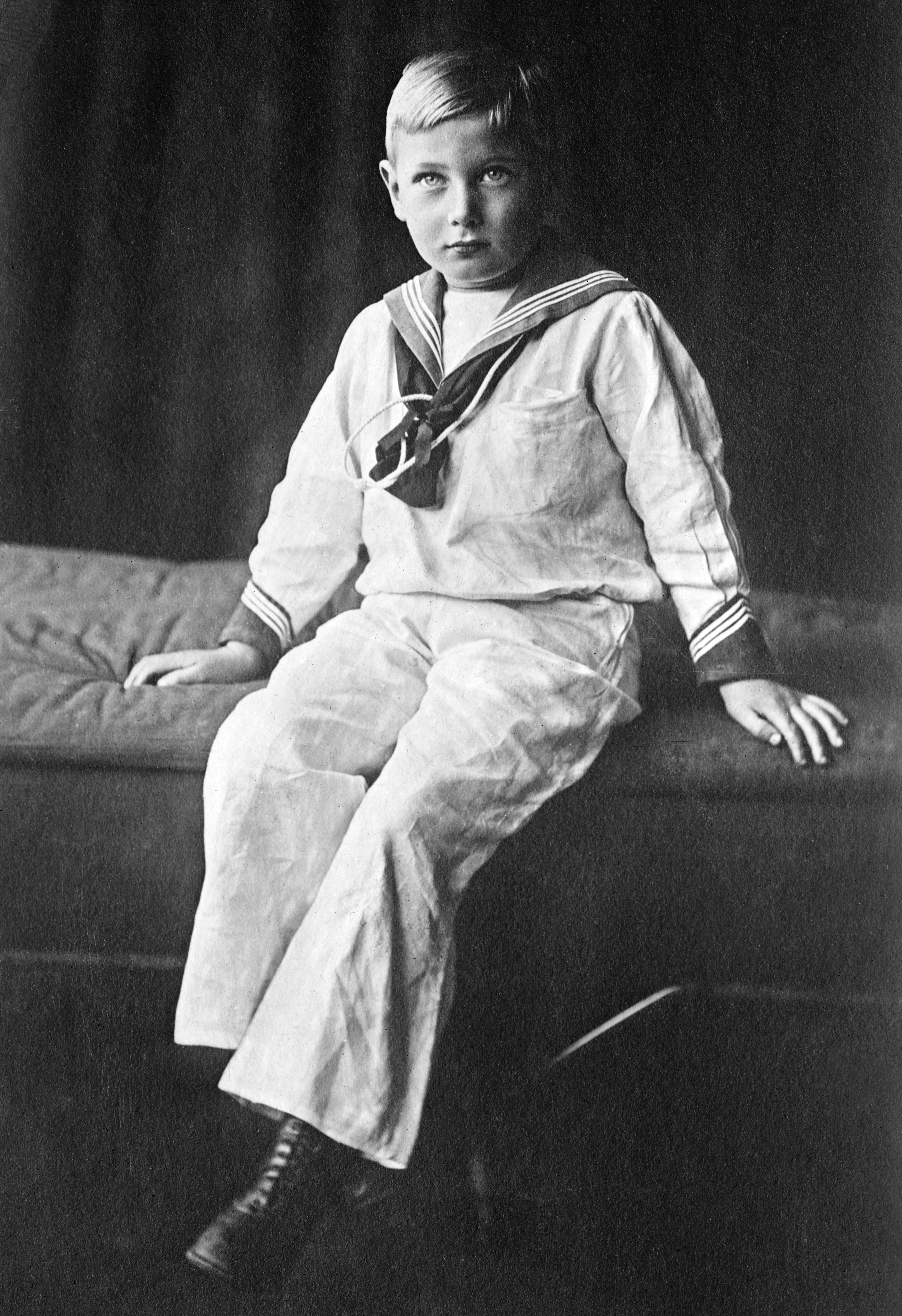
Prinz John (1909)

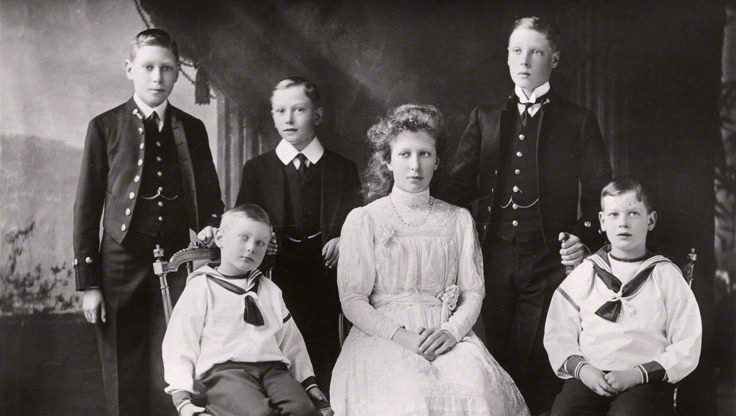
Prinz John (vorne, links) im Kreise seiner Geschwister (1912)

Prinz John Charles Francis (* 12. Juli 1905 im York Cottage, Norfolk; † 18. Januar 1919 Wood Farm, Wolferton, Norfolk) war das jüngste Kind von König Georg V. und dessen Gemahlin Maria von Teck.

## Leben
Prinz John wurde am 12. Juli 1905 als jüngstes von insgesamt sechs Kindern des späteren Königs Georg V. von Großbritannien und Irland und dessen Frau Maria von Teck im York Cottage in Norfolk geboren. Bei seiner Geburt stand Prinz John zunächst an 6. Stelle der britischen Thronfolge. Nach dem Tod seines Großvaters Eduard VII. im Jahre 1910 und der Thronbesteigung seines Vaters rückte er auf den 5. Platz. Vor ihm rangierten seine älteren Brüder Eduard (1894–1972), Albert (1895–1952), Henry (1900–1974) und George (1902–1942). Seine ältere Schwester Mary (1897–1965) stand nach der damaligen Regelung, die weibliche Nachkommen benachteiligte, an 6. Stelle.
Prinz John litt seit seinem vierten Lebensjahr an Epilepsie und zeigte Anzeichen einer Behinderung, die aus heutiger Sicht oft als Autismus gedeutet wird. Er wurde deshalb weitgehend von der Öffentlichkeit abgeschirmt, hatte jedoch Kontakt zu Gleichaltrigen. Ab 1917 lebte Prinz John mit seinem Kammerdiener und seinem Kindermädchen Charlotte „Lalla“ Bill auf der Wood Farm in Wolferton, Norfolk, einer Besitzung, die zum königlichen Gut Sandringham House gehört. Er starb dort am 18. Januar 1919 im Schlaf.
Sein ältester Bruder, der spätere König Eduard VIII., schrieb nach Johns Tod an seine damalige Mätresse Freda Dudley Ward: „Natürlich trifft mich der Tod meines kleinen Bruders; denke nicht, ich sei kaltherzig, meine Süße, aber ich habe Dir ja schon alles über diesen kleinen Bruder berichtet, dass er ein Epileptiker war und im Grunde an jedem Tag hätte sterben können!! Er war schon seit zwei Jahren eingesperrt, niemand außer der Familie hat ihn zu Gesicht bekommen – und das auch nur ein- oder zweimal im Jahr. Sein Tod ist die größte Erleichterung, die man sich nur vorstellen kann; im Stillen haben wir immer dafür gebetet.“
In der Öffentlichkeit geriet Prinz John nach seinem Tod zunächst in Vergessenheit. In einigen Lexika fand er keine Erwähnung und in mehreren genealogischen Tafeln wurde Prinz John ebenfalls nicht aufgeführt. Erst als im Jahre 1996 bei einer Versteigerung von Gegenständen aus dem Nachlass von Eduard VIII. durch das Auktionshaus Sotheby’s ein Foto auftauchte, das Prinz John im Matrosenanzug zeigt, wurde sein Schicksal wieder von den Medien aufgegriffen und u. a. von der BBC unter dem Titel The Lost Prince (2003) verfilmt.

## Titulatur
- 12. Juli 1905 – 6. Mai 1910: His Royal Highness Prince John of Wales
- 6. Mai 1910 – 18. Januar 1919: His Royal Highness The Prince John

## Verfilmungen und Dokumentationen
- 2003: The Lost Prince (Fernsehfilm)
- 2008: Prince John: The Windsor’s Tragic Secret (Dokumentation)
- 2020: The Crown (Netflix-Serie); Staffel 4, Episode 7